# Trivirostra letourneuxi
Espèce
Trivirostra letourneuxi est une espèce de petits escargots de mer, des mollusques gastéropodes marins de la familledes Triviidae.